# Тенчинский, Ян (воевода русский)
Ян Тенчинский (пол. Jan Tęczyński; около 1492 — июль 1541) — польский государственный деятель, староста белзский, хелмский, красныставский, ратненский, грубешовский (1536—1541), тышовецкий (1536—1541), мечник краковский, подкоморий хелмский (1515), каштелян хелмский (1515—1525), воевода белзский (1528—1533), подольский (1533—1536), русский (1536—1537), сандомирский (1537—1541).

## Биография
Представитель влиятельного магнатского рода Тенчинских герба Топор. Сын воеводы русского Николая Тенчинского, известного как «Краковчик» (ум. 26 октября 1497) и Александры из Хожова (ум. 1522/1526), внук Олехны Судимонтовича, канцлера великого литовского и воеводы виленского.
Он унаследовал от своего отца поместье Тенчинских, а также бумажную фабрику в Кшешовице и, среди прочего, Рытвяны, куда в 1621 году Ян Тенчинский привез камальдольских монахов, которые построили монастырь и церковь. В 1521 году Ян Тенчинский купил Ксёнж-Вельки и 7 деревень у Мартина Каменецкого за 5500 флоринов. Он путешествовал по многим странам (описанным Папроцким), получая там образование. Затем он остался при дворах.
Совершил ряд поездок по странам Европы, где получил образование. Позже находился при дворе польского короля Сигизмунда Старого.
В 1528 году участвовал в переговорах о заключении десятилетнего перемирия с Османской империей.
Ян Тенчинский был одним из самых богатых людей в Польше, умер в 1541 году оставив жене Катажине Лаской и двум своим дочерям Софье и Катажине огромное состояние. Его надгробие, одно из величайших надгробий эпохи Возрождения, было изготовлено на средства обоих зятьев в Ксёнж-Вельках в 1541 году. Рядом с ним в 1566 году была похоронена его дочь Катажина Барзий, которая умерла в возрасте 28 лет.

## Семья
Ян Тенчинский был женат с 1521 года на Катижине Лаской (ум. 1568), дочери воеводы ленчицкого и серадзского Ярослава Лаского (ум. 1568), от брака с которой у него было двое дочерей:
- Софья Тенчинская (ум. 1588), жена Станислава Остророга (1519—1568), каштеляна мендзыжецкого
- Катажина Тенчинская (1538—1566), 1-й муж — бургграф краковский и каштелян освенцимский Ян Бонер (1516—1562), 2-й муж — маршалок надворный коронный Станислав Барзий (1529/1530 — 1571).